# Sohaemus av Armenien
Sohaemus av Armenien, död 180, var regerande kung av Armenien mellan 117 och 140 e.Kr. 